# Стомпоркув (гміна)
Гміна Стомпоркув (пол. Gmina Stąporków) — місько-сільська гміна у східній Польщі. Належить до Конецького повіту Свентокшиського воєводства.
Станом на 31 грудня 2011 у гміні проживало 18066 осіб.

## Територія
Згідно з даними за 2007 рік площа гміни становила 231.41 км², у тому числі:
- орні землі: 31.00%
- ліси: 62.00%

Таким чином, площа гміни становить 20.30% площі повіту.

## Населення
Станом на 31 грудня 2011:
| Опис     | Загалом | Загалом | Чоловіки | Чоловіки | Жінки | Жінки |
| -------- | ------- | ------- | -------- | -------- | ----- | ----- |
| одиниця  | осіб    | %       | осіб     | %        | осіб  | %     |
| все      | 18066   | 100     | 8845     | 48.96    | 9221  | 51.04 |
| міське   | 6110    | 100     | 2950     | 48.28    | 3160  | 51.72 |
| сільське | 11956   | 100     | 5895     | 49.31    | 6061  | 50.69 |

## Сусідні гміни
Гміна Стомпоркув межує з такими гмінами: Бліжин, Заґнанськ, Конське, Мнюв, Пшисуха, Смикув, Хлевіська.